# Aparício Ribeiro
Aparício Ribeiro é um violeiro, compositor e cantor que atua em prol de resgate e valorização da música caipira/regional brasileira.
Em 1993, com um grupo de violeiros, fundou e foi o primeiro presidente do Clube do Violeiro Caipira de Brasília, entidade sem fins lucrativos, com o objetivo de resgatar e valorizar a nossa verdadeira música caipira/regional e folclórica.
De março de 1996 a janeiro de 2001, foi co-produtor e co-apresentador do programa Violas e Violeiros, levado ao ar pela rádio Cultura FM de Brasília.
Seu trabalho tem fortes raízes na música caipira/regional, com toda a sua riqueza rítmica. Reporta-se ao homem do campo na sua maneira de viver, seus amores, sua simplicidade, seu ambiente; à natureza, e a temas abstratos como a felicidade e a saudade.

## Discografia
- 2002 - Sonho de Violeiro (Independente)
- 2004 - Dança das Formigas (Independente)
- 2010 - Cerrado (Apoio: FAC – Fundo de Apoio à Cultura)
- 2011 - Serras e Veredas - Instrumental (Apoio: FAC – Fundo de Apoio à Cultura)
- 2012 - Berço das Águas (Apoio: FAC – Fundo de Apoio à Cultura)
- 2014 - Violas e Violeiros - Aparício Ribeiro e Volmi Batista (Apoio: FAC – Fundo de Apoio à Cultura)